# A832 Zuiderkruis
Hr.Ms. Zuiderkruis (A832) var et forsyningsskibe i tjeneste ved den hollandske flåde. Zuiderkruis indgik i tjeneste i 1975 og strøg kommando den 10. februar 2012. Zuiderkruis var det andet skib i Poolster-klassen som foruden Zuiderkruis bestod af skibet A835 Poolster, som blev solgt til Pakistan den 28. juli 1994. Skibet har en kapacitet på mellem 8.000 og 9.000 tons brændstof.
Efterfølgeren, HNLMS Karel Doorman (A833), blev køllagt i 2011 og forventes at indgå i 2014.

## Skibe med samme navn
- Zuiderkruis (1658), bygget efter Admiralitetets ordre.
- Zuiderkruis (1923), et opmålings/kabelskib, senere undervandsbådstender.
- Zuiderkruis (1963), et logiskib, ex-Victory.